# ساپوتو دیری
ساپوتو دیری (انگلیسی: Saputo Dairy) شرکت صنایع غذایی بریتانیایی است، که در سال ۱۹۸۱ تأسیس شد.